# Not Me (série de televisão)
Not Me (เขา...ไม่ใช่ผม; RTGS: Khao... Mai Chai Phom, lit. He... Is Not Me) é uma série dramática de ação tailandesa, estrelada por Jumpol Adulkittiporn (Off) e Atthaphan Phunsawat (Gun). A trama gira em torno de White se disfarçando de seu gêmeo Black para descobrir quem o traiu e quem o atacou e o colocou em coma.
Dirigida por Anucha Boonyawatana (Nuchie) e produzida pela produtora tailandesa GMMTV, esta série foi uma das dezesseis séries de televisão da corporação para 2021 durante o evento "GMMTV 2021: The New Decade Begins" em 3 de dezembro de 2020. Ela foi ao ar todos os dias. Domingo às 20h30 (20h30) no GMM 25 (substituindo a reprise dominical de Our Skyy) e na plataforma de streaming AIS PLAY simultaneamente. O trailer oficial foi lançado em 29 de novembro de 2021, junto com seus elencos e personagens oficiais.
Foi apresentado na lista dos melhores dramas BL de 2022 da Teen Vogue.

## Elenco

### Protagonistas
- Atthaphan Phunsawat (Gun) como Black / White
- Jumpol Adulkittiporn (Off) como Sean

### Coadjuvantes
- Tanutchai Wijitwongthong (Mond) como Gram
- Kanaphan Puitrakul (First) como Yok
- Harit Cheewagaroon (Sing) como Tod
- Gawin Caskey (Fluke) como Dan
- Phromphiriya Thongputtaruk (Papang) como Kumpha
- Rachanun Mahawan (Film) como Eugene
- Bhasidi Petchsutee (Lookjun) como Namo

## Recepção

### Classificações de televisão da Tailândia
- Na tabela abaixo,

o número azul representa as classificações mais baixas e 
 representa as classificações mais altas.
| Episódio No. | Intervalo de horário (UTC+07:00) | Data de transmissão   | Parcela média de audiência |        |
| ------------ | -------------------------------- | --------------------- | -------------------------- | ------ |
| 1            | Domingo 20h30                    | 12 de dezembro de2021 | 0.143%                     |        |
| 2            | 19 de dezembro de2021            | 0.092%                |                            |        |
| 3            | 26 de dezembro de2021            | 0.101%                |                            |        |
| 4            | 9 de janeiro de 2022             | 0.2%                  |                            |        |
| 5            | 16 de janeiro de 2022            | 0.2%                  |                            |        |
| 6            | 23 de janeiro de 2022            | 0.102%                |                            |        |
| 7            | 30 de janeiro de 2022            | 0.150%                |                            |        |
| 8            | 6 de fevereiro de 2022           | 0.065%                |                            |        |
| 9            | 13 de fevereiro de 2022          | 0.088%                |                            |        |
| 10           | 20 de fevereiro de 2022          | 0.147%                |                            |        |
| 11           | 27 de fevereiro de 2022          | 0.052%                |                            |        |
| 12           | 6 março de 2022                  | 0.167%                |                            |        |
| 13           | 13 março de 2022                 | 0.162%                |                            |        |
| 14           | 20 março de 2022                 | 0.098%                |                            |        |
| Average      | Average                          | Average               | 0.126%                     | 0.126% |

Com base na parcela média de audiência por episódio.

## Trilhas sonoras
| Título da música       | Artista                                               |
| ---------------------- | ----------------------------------------------------- |
| NOT ME                 | Tanatat Chaiyaat (Kangsom)                            |
| เข้าข้างตัวเอง (MY SIDE)  | Atthaphan Phunsawat (Gun), Jumpol Adulkittiporn (Off) |
| Still In Love With You | Crane Technique (Paul Wheatley)                       |

## Transmissão internacional
- Filipinas – A série é uma das cinco séries de televisão GMMTV adquiridas pela ABS-CBN Corporation após a aquisição bem-sucedida de oito séries anteriores sob a GMMTV. Foi anunciado pela Dreamscape Entertainment em 28 de junho de 2021.[2]